# Meitetsu-Flughafenlinie
| Triebzug der Baureihe 2000 auf der Flughafenbrücke |                           |                               |                               |
| |                           |                               |                               |
| Streckenlänge: | 4,2 km                    |                               |                               |
| Spurweite: | 1067 mm (Kapspur)         |                               |                               |
| Stromsystem: | 1500 V =                  |                               |                               |
| Streckengeschwindigkeit: | 120 km/h                  |                               |                               |
| Zweigleisigkeit: | ganze Strecke             |                               |                               |
| |                           |                               |                               |
| Gesellschaft: | Meitetsu (Nagoya Tetsudō) |                               |                               |
| \| \| \| ↑ Meitetsu Tokoname-Linie \| \| \| \| 0,0 \| Tokoname (常滑) \| Tokoname (常滑) \| \| \| 1,6 \| Rinkū Tokoname (りんくう常滑) \| Rinkū Tokoname (りんくう常滑) \| \| \| \| Flughafenbrücke (1076 m) \| \| \| \| 4,2 \| Chūbu-kokusai-kūkō \| Chūbu-kokusai-kūkō \| \| \| \| (中部国際空港) \| \| |                           |                               |                               |
| Strecke Anfang Hochstrecke |                           | ↑ Meitetsu Tokoname-Linie     | ↑ Meitetsu Tokoname-Linie     |
| Bahnhof | 0,0                       | Tokoname (常滑)               | Tokoname (常滑)               |
| Haltepunkt / Haltestelle | 1,6                       | Rinkū Tokoname (りんくう常滑) | Rinkū Tokoname (りんくう常滑) |
| |                           | Flughafenbrücke (1076 m)      |                               |
| Kopfbahnhof Ende Hochstrecke | 4,2                       | Chūbu-kokusai-kūkō            | Chūbu-kokusai-kūkō            |
| |                           | (中部国際空港)                |                               |

Die Meitetsu-Flughafenlinie (jap. 名鉄空港線, Meitetsu Kūkō-sen) ist eine Eisenbahnstrecke auf der japanischen Insel Honshū. In der Präfektur Aichi erschließt sie den Flughafen Chūbu in der Nähe der Stadt Nagoya. Sie ist im Besitz der Central Japan International Airport Line Company, während die Bahngesellschaft Meitetsu (Nagoya Tetsudō) den Betrieb durchführt. 

## Streckenbeschreibung
Die 4,2 km lange Strecke ist in Kapspur (1067 mm) verlegt, mit 1500 V Gleichspannung elektrifiziert und vollständig aufgeständert. Sie schließt unmittelbar an die Meitetsu Tokoname-Linie an und bildet mit dieser zusammen eine betriebliche Einheit. Ihr nördlicher Ausgangspunkt ist der Bahnhof Tokoname. Einige hundert Meter nach Verlassen des Bahnhofs wendet sich die Strecke in südwestliche Richtung und erreicht den einzigen Zwischenbahnhof Rinkū Tokoname. Dieser erschließt ein Gewerbegebiet, das durch die Umnutzung nicht mehr benötigter Hafenanlagen entstanden ist und unter anderem ein Æon-Einkaufszentrum umfasst. Die 1076 Meter lange Flughafenbrücke führt, parallel zu einer Autobahnbrücke, hinüber zur künstlich geschaffenen Flughafeninsel in der Ise-Bucht. Auf der Insel selbst biegt die Strecke wieder nach Süden ab und endet im Flughafenbahnhof unmittelbar beim Flughafenterminal.

## Eigentumsverhältnisse
Eigentümerin der Flughafenlinie ist die Central Japan International Airport Line Company (中部国際空港連絡鉄道, Chūbu kokusai kūkō renraku tetsudō) mit Sitz in Nagoya. Sie finanzierte die Strecke und ist für deren Unterhalt zuständig. Die Bahngesellschaft Meitetsu wiederum least die Einrichtungen, zusätzlich entrichtet sie ein Entgelt für das Streckennutzungsrecht. Zur Refinanzierung ist sie berechtigt, einen höheren Fahrpreis zu erheben, der 15 Prozent über dem üblichen Grundtarif liegt. Per 31. März 2019 waren die Hauptaktionäre wie folgt beteiligt: Präfektur Aichi (32,65 %), Meitetsu (12,43 %), Stadt Nagoya (10,75 %), Development Bank of Japan (8,29 %), Chūbu Denryoku (4,15 %), Mitsubishi Tōkyō UFJ Ginkō (4,15 %), JR Central (4,15 %) und Toyota (4,15 %).

## Zugangebot
Der Fahrplan der Meitetsu-Flughafenlinie ist in jenen der Meitetsu Tokoname-Linie und der Meitetsu Nagoya-Hauptlinie integriert, was umsteigefreie Verbindungen zwischen dem Flughafen und dem zentral in der Innenstadt von Nagoya gelegenen Bahnhof Meitetsu Nagoya ermöglicht. Zwischen diesen Destinationen, den beiden wichtigsten in der Präfektur Aichi, verkehren die schnellsten Züge mit einer Durchschnittsgeschwindigkeit von 84 km/h, was einer Fahrzeit von 28 Minuten entspricht. In der Regel verkehren stündlich acht Züge je Richtung auf der Flughafenlinie.
Von besonderer Bedeutung sind die µSky-Schnellzüge, die im 30-Minuten-Takt von Meitetsu Nagoya zum Flughafen verkehren, ausschließlich aus Erstklasswagen zusammengesetzt sind und unterwegs nur in Kanayama und Jingū-mae halten. Ebenfalls halbstündlich verkehren Eilzüge der Zuggattungen Semi Express und Limited Express vom Flughafen über Meitetsu nach Meitetsu Gifu bzw. Shin-Kani, die mehr Zwischenhalte einlegen. Den Lokalverkehr übernehmen halbstündlich verkehrende Züge mit Halt an allen Zwischenbahnhöfen zwischen Ōtagawa und Tokoname. Einzelne von ihnen verkehren am frühen Morgen und am späten Abend vom und zum Flughafen, ansonsten muss aber in Tokoname umgestiegen werden.

## Geschichte
Als Ende der 1980er Jahre erste Pläne für den Bau eines neuen internationalen Flughafens für Nagoya und die umliegenden Regionen Zentraljapans erschienen, gab es bezüglich der Schienenanbindung zunächst Überlegungen, eine Zweigstrecke der Taketoyo-Linie von JR Central zu errichten. Ihr Ausgangspunkt wäre beim Bahnhof Okkawa gewesen, worauf sie die Chita-Halbinsel in Ost-West-Richtung durchquert hätte, um dann die Flughafeninsel zu erreichen. Letztlich entschied sich JR Central jedoch im September 1996 aus Rentabilitätsgründen dagegen, das Projekt weiterzuverfolgen. Der Fokus lag nun auf der Verlängerung der Meitetsu Tokoname-Linie, die deutlich kostengünstiger war. Da die Meitetsu das Projekt allein nicht finanzieren konnte, gründete sie im Juni 1999 die Central Japan International Airport Line Company.

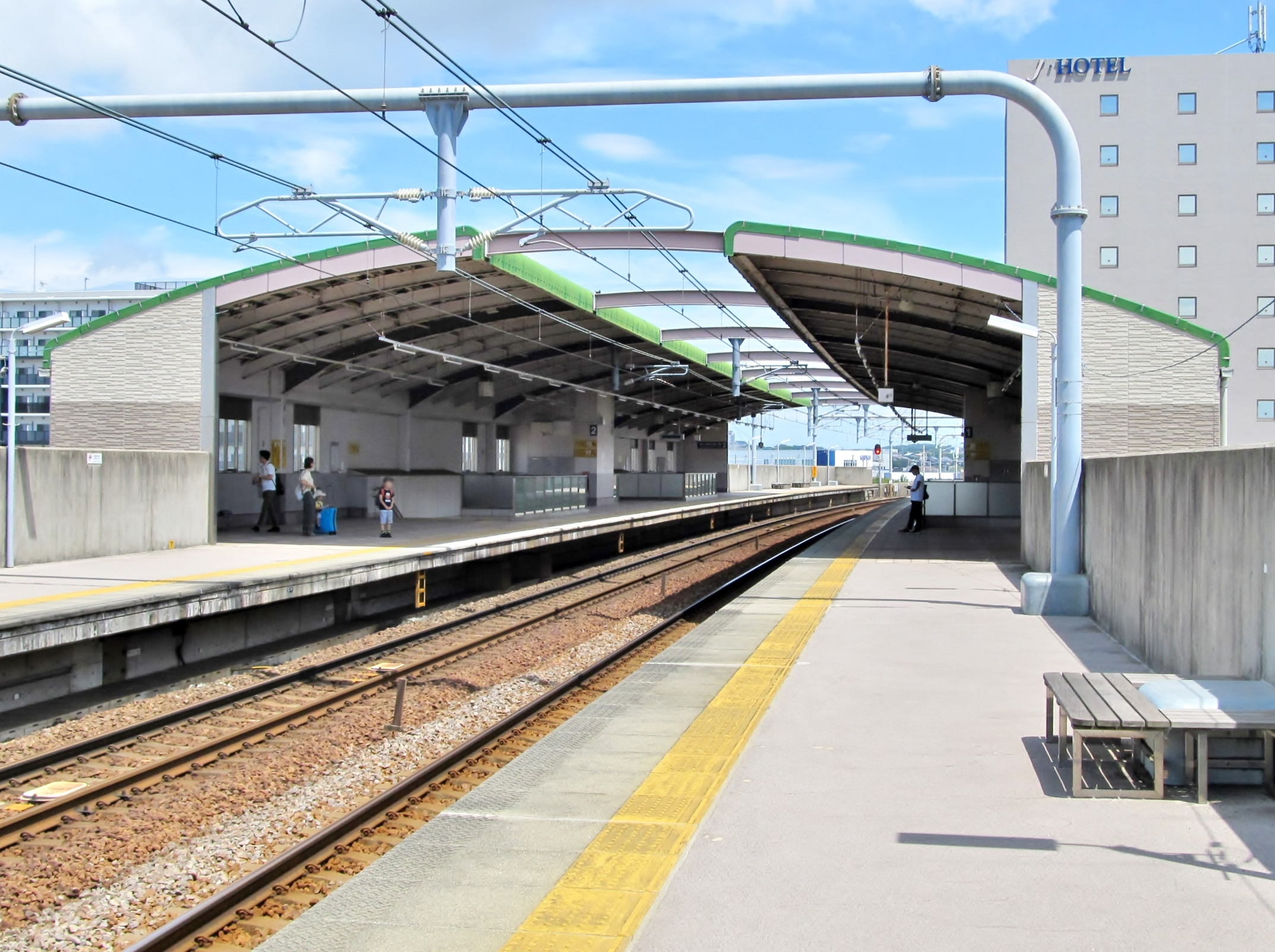
Bahnhof Rinkū Tokoname

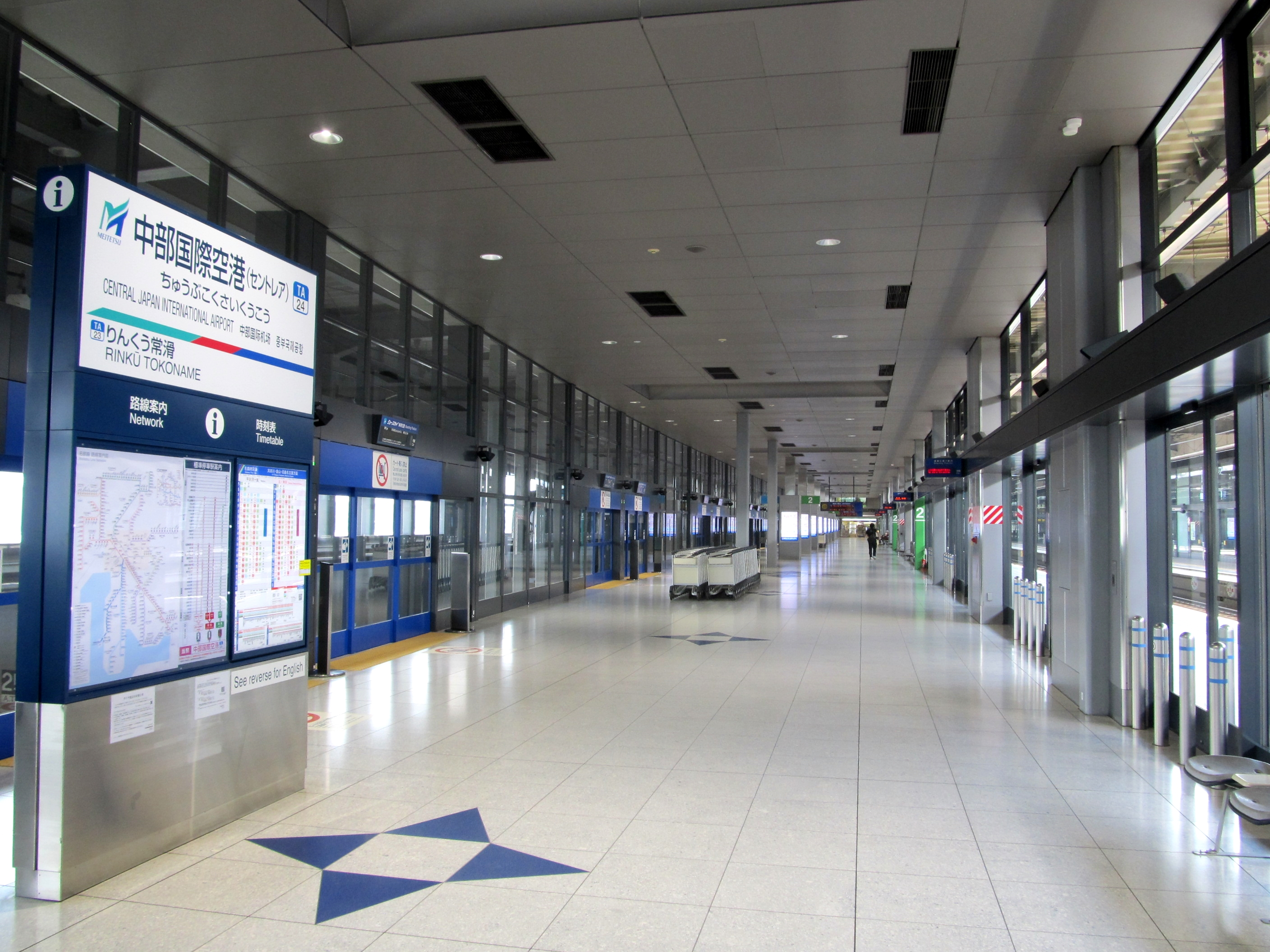
Flughafenbahnhof

Daraufhin nahm das staatliche Bahnbauunternehmen Japan Railway Construction, Transport and Technology Agency die Arbeiten in Angriff. Nach der Fertigstellung führte die Meitetsu ab 10. Juli 2004 Testfahrten durch und am 16. Oktober desselben Jahres begann der Bahnbetrieb, wobei die Züge zunächst ausschließlich dem Flughafenpersonal und den Bauarbeitern vorbehalten waren. Am 29. Januar 2005 erfolgte die Aufnahme des vollständigen fahrplanmäßigen Bahnbetriebs; seither verkehren die Züge der Tokoname-Linie über die bisherige Endstation Tokoname hinaus zum Flughafen.

## Liste der Bahnhöfe
Kk = Kaisoku kyūkō (Semi Express); Tk = Tokkyū (Limited Express); µ = µSky 

● = alle Züge halten; ◇ = Sonderhaltestelle
| Name                                       | Name                              | km  | Kk | Tk | µ | Lage   | Ort      |
| ------------------------------------------ | --------------------------------- | --- | -- | -- | - | ------ | -------- |
| ↑ Durchbindung zur Meitetsu Tokoname-Linie |                                   |     |    |    |   |        |          |
| TA22                                       | Tokoname (常滑)                   | 0,0 | ●  | ●  | ◇ | Koord. | Tokoname |
| TA23                                       | Rinkū Tokoname (りんくう常滑)     | 1,6 | ●  | ◇  | ǀ | Koord. | Tokoname |
| TA24                                       | Chūbu-kokusai-kūkō (中部国際空港) | 4,2 | ●  | ●  | ● | Koord. | Tokoname |